# Mieczysław Jakubowski (poseł)
Mieczysław Kazimierz Jakubowski (ur. 24 października 1896 w Starzechowicach, zm. 11 grudnia 1963 w Londynie) – polski prawnik, polityk i działacz społeczny, poseł na Sejm II i III kadencji w II RP z ramienia Związku Ludowo-Narodowego oraz Stronnictwa Narodowego.

## Życiorys
Uczęszczał w latach 1908–1914 do Gimnazjum im. gen. Pawła Chrzanowskiego w Warszawie. Maturę zdał w 1916 roku w tym samym gimnazjum, które wówczas nosiło imię Maurycego hr. Zamoyskiego. W okresie 1913–1915 był słuchaczem Kolegium Humanistycznego Towarzystwa Wyższych Kursów Naukowych w Warszawie. Studiował również w latach 1916–1920 prawo na Uniwersytecie w Warszawie (zaliczył łącznie 4 semestry) i w Poznaniu, gdzie uzyskał tytuł magistra praw.
Podczas studiów w Warszawie był wiceprezesem Akademickiego Koła Polskiej Macierzy Szkolnej i członkiem Bratniej Pomocy. W okresie studiów w Poznaniu sekretarz generalny Narodowego Zjednoczenia Młodzieży Akademickiej oraz prezes koła Młodzieży Wszechpolskiej. W 1922 założył i redagował pismo „Akademik”. W dwudziestoleciu międzywojennym prowadził majątek rodzinny Starzechowice. Był działaczem Obozu Wielkiej Polski i członkiem Straży Narodowej. W 1926 roku pełnił funkcję oboźnego OWP na teren powiatu konecki. W 1928 uzyskał mandat posła z listy nr 24, okręg wyborczy 19 (Radom). W następnych wyborach w 1930 roku uzyskał reelekcję. Pracował w komisjach: wojskowej i budżetowej. W latach 1935–1939 był członkiem Komitetu Głównego Stronnictwa Narodowego. W okresie II wojny światowej należał do organizatorów Narodowo-Ludowej Organizacji Wojskowej. Był skarbnikiem, a potem wiceprezesem Zarządu Głównego Stronnictwa Narodowego oraz z jego ramienia, od czerwca 1944 do września 1944, członkiem Rady Jedności Narodowej. Na krótko aresztowany przez NKWD 8 marca 1945. Od 1952 roku przebywał na emigracji w Wielkiej Brytanii. Pełnił funkcję wiceprzewodniczącego Komitetu Politycznego SN na Uchodźstwie.

## Rodzina
Był synem Kazimierza Ignacego, ziemianina i przemysłowca, właściciel majątku Fałków i Marianny z Maciejczyków Jakubowskich.